# Die Dienstagsfrauen … auf dem Jakobsweg zur wahren Freundschaft
Die Dienstagsfrauen … auf dem Jakobsweg zur wahren Freundschaft ist ein deutscher Fernsehfilm von Olaf Kreinsen aus dem Jahr 2011. Es ist der erste Film der Trilogie Die Dienstagsfrauen von Monika Peetz.

## Handlung
Die Freundinnen Caroline, Eva, Estelle und Judith treffen sich seit 15 Jahren jeden Monat immer an einem Dienstag. Einmal im Jahr unternehmen sie einen gemeinsamen Kurzurlaub. Alle vier sind sehr unterschiedlich. So ist Caroline eine erfolgreiche Anwältin und seit Jahren verheiratet. Eva ist ein typisches „Hausmütterchen“, der ihre Familie über alles geht und die so natürlich auch über Gebühr von ihr verwöhnt wird, was die Selbstständigkeit der drei Kinder und des Ehemannes nicht gerade fördert. Estelle ist eine wohlhabende Unternehmerin mit verwöhnten Ansprüchen und Judith ist die sensibelste von allen, deren Mann vor kurzem verstorben ist. Als sie dessen Tagebuch findet, das seine regelmäßigen Reisen auf dem französischen Teil des Jakobswegs dokumentiert, beschließt sie, diesen Weg selbst zu gehen um ihm auf diese Weise noch einmal nahe zu sein. Die treuen Freundinnen bieten Judith an, sie statt des üblichen gemeinsamen Urlaubes auf diesem Weg nach Lourdes zu begleiten und so machen sich alle vier gemeinsam auf die strapaziöse Tour. Arnes Tagebuch dient ihnen dabei als Wegweiser und jedes Mal, wenn Judith darin liest, schwelgt sie in alten Erinnerungen.
Schon nach kurzer Zeit entpuppt sich Caroline als strenge Urlaubsmanagerin und nimmt die Entscheidungen in ihre Hand. Eva kann sich noch immer nicht von ihrer Familie lösen und telefoniert ständig, da die Daheimgebliebenen ohne ihre bewährte Familienmanagerin aufgeschmissen sind. Die lebenslustige und stets perfekt gestylte Estelle hat hingegen einige Probleme mit ihrem extra angefertigten Off-Road-Koffer die nicht immer ebenen Naturpfade zu überwinden. Mit der Zeit auf ihrem Pilgerweg verändert sich das Leben der vier Freundinnen und erste Spannungen treten auf. Caroline kommen die Aufzeichnungen aus Arnes Tagebuch zunehmend seltsamer vor und sie hat das Gefühl, dass sie diese Notizen auf eine falsche Fährte führen würden, womit sie nicht ganz Unrecht behalten soll, denn Estelle entdeckt im Internet, dass Arne die Wegbeschreibung dort abgeschrieben hat. Judith ist jedoch fest entschlossen „seinen“ Weg weiterzugehen und hält zunächst an dieser Route fest. Erst als ihr der Name Dominique in dem Tagebuch auffällt, wird langsam klar, dass es bei den Reisen von Judiths Mann offenbar nicht um die Erleuchtung und die Findung der Selbsterkenntnis ging. 
Im Lauf der Reise gelangen allerdings gleich mehrere delikate Geheimnisse ans Licht und die Freundschaft der vier Frauen wird auf eine harte Probe gestellt. So muss Caroline erfahren, dass ausgerechnet Judith mit ihrem Mann ein Verhältnis hat und sie mit dem Pilgerweg auch ein wenig Buße tun wollte. Eva stellt fest, dass sie sich nicht alles von ihrer Familie gefallen lassen muss und es ihr sehr gut tut ruhig auch mal ihre Interessen und Meinungen zu vertreten. Und Estelle erkennt, dass sie in ihrem Leben durchaus auch mal eine verletzliche Seite zeigen kann und nicht alles mit vielen Oberflächlichkeiten kaschieren muss.

## Hintergrund
Die Trilogie besteht aus Die Dienstagsfrauen … auf dem Jakobsweg zur wahren Freundschaft, Die Dienstagsfrauen – Sieben Tage ohne und Die Dienstagsfrauen – Zwischen Kraut und Rüben. Sie sind Verfilmungen der Die-Dienstagsfrauen-Romane von Monika Peetz.

## Rezeption

### Einschaltquoten
Bei der Erstausstrahlung am 14. Juni 2011 wurde der Film in Deutschland von 6,18 Millionen Zuschauern gesehen, was einem Marktanteil von 21,2 Prozent entsprach.

### Kritiken
Rainer Tittelbach von tittelbach.tv meint: „Vier Freundinnen auf dem Jakobsweg. Beim Pilgern tritt Verschüttetes an die Oberfläche, die unterschiedlichen Temperamente werden sichtbar, die Spannungen nehmen zu… Die Degeto-Produktion ‚Die Dienstagsfrauen‘ drückt etwas stark auf die Erkenntnisdrüse, dieser dialogstarke Film ist aber insgesamt eine angenehme Abwechslung in der stofflich ziemlich phantasielosen Unterhaltungsfilm-Gattung. Kriener, Friedrich & Co sind große Klasse!“
Bei tv-kult.com ist man der Meinung: „Mit den vier Hauptdarstellern wurde eine wunderbare Besetzung gewählt. Meiner Meinung nach ergänzen sie sich einerseits perfekt und bilden andererseits gleichzeitig auch einen interessanten Kontrast zueinander. Die Frauen sind auf ihre Art völlig unterschiedlich und haben verschiedene Interessen und Ziele die sie im Leben noch verwirklichen möchten. […] Auch die Darstellung der einzelnen Charaktere ist dem Regisseur gut und überzeugend gelungen.“
In seiner vergleichenden Analyse von Spielfilmen über das Pilgern hebt Detlef Lienau die „irritierende filmische Verknüpfung von Jakobsweg und Lourdes“ positiv hervor: Diese „macht erzählerisch Sinn als Zusammenspiel von Weg und Ziel, sozialen und explizit religiösen Motiven, Reinigung und Neuwerden“. Er beobachtet einen Kontrast zwischen der sehr traditionell bis anachronistisch geschilderten Religion und der unterhaltsam-gegenwartsnahen Interaktion der Freundinnen. Religion werde als Schutzraum geschildert, der Schuldeingeständnis, Reue und tätige Buße ermögliche. Wie in den übrigen populären Spielfilmen zum Pilgern habe das Sterben eine eminent wichtige Rolle.